# كيني ماكورميك

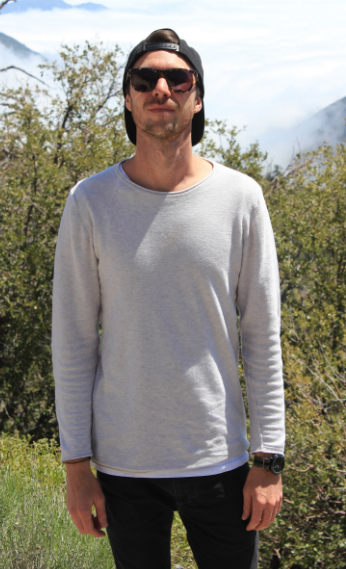
كيني

كيني ماكورميك (بالإنجليزية: Kenny McCormick)‏ أحد الشخصيات الرئيسية لمسلسل ساوث بارك. الأداء الصوتي لمات ستون ترجع شهرة كيني إلى السترة البرتقالية المميزة له والتي نادرا ما يغيرها، وإلى أنه يموت في كل حلقة من حلقات الخمس مواسم الأولى بشكل كوميدي ولا أحد من أصدقائه يهتم لذلك. نظرا لأن السترة تغطي وجهه وفمه فأن كلماته دائما غير واضحة ومبهمة ودائما ما تخفي ورائها ألفاظا بذيئة أو ايحاءات جنسية لا يستطيع بقية الأبطال التلفظ بها.ظهر وجه كيني ثلاث مرات في ساوث بارك-الفيلم وحلقة "The Jeffersons" وحلقة pee في الموسم الثالث عشر.

## مواهب كيني
أظهر كيني أن له عدة مواهب في مختلف المجالات كما ظهر في مواسم المسلسل.

### موسيقية
لكيني المقدرة على غناء الأوبرا كما ظهر في الموسم الرابع، ويستطيع كيني العزف على الدرامز والكمان كما ظهر في حلقة Quintuples 2000.

### ألعاب الفيديو
لكيني موهبة جيدة في ألعاب الاستراتيجية، ووصل للمرحلة الستين في لعبة (Heaven Vs Hell) في محمول السوني. وأيضا استطاع إنقاذ عالم ووركرافت مع أصدقائه.

### رياضية
يستطيع كيني لعب كرة القاعدة كما ظهر في الموسم التاسع.

### حاسوبية
يبدو أن كيني على علم ببرامج الند للند وبرامج مشاركة الملفات عندما أخبر أصدقائه أن بإمكانهم أن ينزلوا الأغاني مجانا من خلال هذه البرامج.

## روابط خارجية
- كيني ماكورميك على موقع ميوزك برينز (الإنجليزية)
- كيني ماكورميك على موقع أول ميوزيك (الإنجليزية)
- كيني ماكورميك على موقع ديسكوغز (الإنجليزية)